# Robocode
Robocode é um jogo de competição entre robôs virtuais. Programado em Java, o jogo é utilizado como uma ferramenta para ensinar programação.